# 坂ちゃんのずくだせえぶりでい
坂ちゃんのずくだせえぶりでぃ（さかちゃんのずくだせえぶりでい）は、信越放送（SBCラジオ）で2008年3月31日から生放送されているワイド番組。

## 概要
2008年春の大幅な番組改編に伴い「モーニングワイド ラジオJ」の放送時間を縮小して、新たに平日午前から昼にかけて新設された4時間の生放送のワイド番組である。パーソナリティはSBCパーソナリティであり、県内リスナーからの人気・知名度もある「さかちゃん」こと坂橋克明が務める。なお、2013年4月から2014年3月までは1時間拡大し5時間の生放送だった。BGM（ジングル）は「ルルル坂ちゃんの、ずくだせえぶりでぃ〜」であるが、坂橋が不在のときのBGMは「ルルル坂ちゃんの（いない）、ずくだせえぶりでぃ〜」となり、番組名は「ずくだせえぶりでぃ」のみの表示となる。
「やる気」を意味する“ずく”は長野県のほぼ全域で使われている信州弁であり、「ずくだせ」は「がんばれ」など相手を叱咤激励する意味がある。
2016年1月7日に放送2000回を、2017年12月12日には放送2500回を、2019年11月21日には放送3000回を迎えた。
2016年10月3日より、SBCテレビで姉妹番組「ずくだせテレビ(略称ずくテレ)」がスタート。テレビとラジオの融合をコンセプトに10時台に同番組の告知コーナー「ずくテレパドック」がスタートした。2017年10月、同番組が1周年を迎えたのを機に当番組のパーソナリティ・坂橋とずくテレの司会・宮入千洋がそれぞれの担当番組を入れ替えて担当する「MCシャッフル」が行われ、「NCシャッフル」が行われた際に当番組は「坂ちゃんの"いない"ずくだせえぶりでぃ」として行われた。
2018年3月26日は、ワイドFMの開局記念特別番組として放送された。

## 放送時間の変遷
全て平日の放送。
- 放送開始 - 2009年4月3日：9:05 - 13:00（第1期）
- 2009年4月6日 - 2011年4月1日：9:05 - 12:50
  - 「河村通夫の大自然まるかじりライフ」ネット開始に伴い、10分縮小。
- 2011年4月4日 - 2013年3月29日：9:05 - 13:00（第2期）
  - 「河村通夫の大自然まるかじりライフ」移動に伴い、10分拡大。
- 2013年4月1日 - 2014年3月28日：9:05 - 14:00
  - 「伊那谷めぐりあい」など地域情報番組を内包し、1時間拡大。
- 2014年3月31日 - 2015年3月27日：9:05 - 13:00（第3期）
  - 「伊那谷めぐりあい」など地域情報番組が分離・独立し、1時間縮小。
- 2015年3月30日 - 2019年3月29日：9:05 - 12:54[注 3][注 4][注 5]
- 2019年4月1日 - 現在 : 9:05 - 13:00 (第4期)[注 6][注 7]

放送日が9月1日に当たる場合、「防災の日スペシャル」（文化放送制作）と自社制作の防災の日関連番組放送のため、10:50までに短縮され、氷川きよし 限界突破RADIOは独立番組として放送される。
また、放送日が5月3日（5月3日が土日の場合はその前後の日にち）に当たる場合、「母の詩20×× 〜母の日によせて〜」（文化放送制作）放送のため、12:00までに短縮される

毎年12月30日 - 1月3日は番組は休止となるが、1月1日には1時間弱の収録の特別番組が代わりに放送される。

## 現在の出演者

### パーソナリティ
- 坂橋克明（SBCラジオパーソナリティ）- 2017年11月3日から放送日が祝日または振替休日に当たる場合[注 8]は休演し、前述の通りBGMが「坂ちゃんの"いない"ずくだせえぶりでぃ」になる。

### アシスタント
番組内では“ずく女（ずくじょ）”と呼ばれる。
- 峯岸悦子（2013年2月4日 - ）木・金曜
  - 2013年2月4日 - 2013年9月26日 木曜
  - 2013年9月30日 - 2016年12月22日 月・木曜
  - 2017年3月20日 - 2018年3月30日 月・木・金曜[注 9]
  - 2018年4月4日 - 2019年3月29日 水 - 金曜
  - 2019年4月3日 - 2022年3月18日 水・金曜[注 10]
  - 2022年3月24日 - 木・金曜
- 中澤佳子（SBCアナウンサー、2018年4月3日 - )　火曜
  - 2018年4月3日 - 2020年9月22日 火曜[注 11]
  - 2020年9月28日 - 2023年3月28日 月曜・火曜
  - 2020年10月22日[1]
  - 2023年4月4日 - 火曜
- 古畑あずみ（SBCアナウンサー、2025年3月31日 - )  月曜・水曜
  - 2025年3月31日 - 月曜・水曜

※坂橋が休演時、通常は代理の男性パーソナリティとずく女で番組を進行するが、ずく女2人という場合もある。

## 過去の出演者

### パーソナリティ
- 小林惇希（元SBCアナウンサー、2020年7月23日[3])
- 丸山隆之（SBCアナウンサー、2020年4月29日[4]、7月24日[5])
- 久野大地（SBCアナウンサー、2020年8月21日[6])
- 山崎昭夫（元SBCアナウンサー、2020年10月29日[7]、2021年2月11日[8]、11月4日[9])
- 飯塚敏文（SBCアナウンサー、2020年2月24日[10]、10月26日 - 28日[11]、2021年2月23日[12]、7月23日[13]、11月3日[14]、2022年9月28日[15])
- 尾関雄哉（SBCアナウンサー、2020年11月23日[16]、2022年7月18日[17]、11月16日[18])
- 三井順（信州ブレイブウォリアーズチームMC、2025年2月4日[19]、同11日[20]、同年5月13日[21]、他多数）

### アシスタント
| 期間       | 期間       | 月曜       | 火曜       | 水曜       | 木曜       | 金曜                |
| ---------- | ---------- | ---------- | ---------- | ---------- | ---------- | ------------------- |
| 2008.3.31  | 2009.3.31  | 佐藤友紀   | 小松美帆   | 久保田祥江 | 小松美帆   | 菊地恵子            |
| 2009.4.1   | 2010.3.31  | 久保田祥江 | 小松美帆   | 菊地恵子   | 小松美帆   | 菊地恵子            |
| 2010.4.1   | 2011.4.1   | 牛山美耶子 | 小松美帆   | 小松美帆   | 菊地恵子   | 菊地恵子            |
| 2011.4.1   | 2012.3.30  | 小松美帆   | 小松美帆   | 小松美帆   | 菊地恵子   | 菊地恵子            |
| 2012.4.2   | 2013.1.10  | 小林万利子 | 小林万利子 | 菊地恵子   | 菊地恵子   | 菊地恵子            |
| 2013.1.13  | 2013.2.1   | 小林万利子 | 小林万利子 | 小林万利子 | 小林万利子 | 小林万利子          |
| 2013.2.4   | 2013.9.27  | 小林万利子 | 塩入美雪   | 小林万利子 | 峯岸悦子   | 小林万利子          |
| 2013.9.30  | 2014.3.28  | 峯岸悦子   | 小林万利子 | 小林万利子 | 峯岸悦子   | 小林万利子          |
| 2014.3.31  | 2015.4.24  | 峯岸悦子   | 小林万利子 | 小林万利子 | 峯岸悦子   | 菊地恵子            |
| 2015.4.27  | 2015.8.28  | 峯岸悦子   | 小林万利子 | 小林万利子 | 峯岸悦子   | 小林万利子          |
| 2015.8.31  | 2016.12.23 | 峯岸悦子   | 小林万利子 | 小林万利子 | 峯岸悦子   | 菊地恵子            |
| 2017.1.4   | 2017.3.17  | 峯岸悦子   | 小林万利子 | 小林万利子 | 峯岸悦子   | 小林万利子 峯岸悦子 |
| 2017.3.20  | 2018.3.30  | 峯岸悦子   | 小林万利子 | 小林万利子 | 峯岸悦子   | 峯岸悦子            |
| 2018.4.2   | 2019.3.29  | 石井嘉穂   | 中澤佳子   | 峯岸悦子   | 峯岸悦子   | 峯岸悦子            |
| 2019.4.1   | 2020.9.25  | 石井嘉穂   | 中澤佳子   | 峯岸悦子   | 目黒清華   | 峯岸悦子            |
| 2020.9.28  | 2020.10.16 | 中澤佳子   | 中澤佳子   | 峯岸悦子   | 目黒清華   | 峯岸悦子            |
| 2020.10.19 | 2020.10.23 | 中澤佳子   | 中澤佳子   | 峯岸悦子   | 中澤佳子   | 峯岸悦子            |
| 2020.10.26 | 2020.10.30 | 中澤佳子   | 中澤佳子   | 峯岸悦子   | 塚原正子   | 峯岸悦子            |
| 2020.11.2  | 2020.11.6  | 中澤佳子   | 中澤佳子   | 峯岸悦子   | 望月麗奈   | 峯岸悦子            |
| 2020.11.9  | 2022.3.18  | 中澤佳子   | 中澤佳子   | 峯岸悦子   | 北川原志於 | 峯岸悦子            |
| 2022.3.21  | 2022.9.30  | 中澤佳子   | 中澤佳子   | 北川原志於 | 峯岸悦子   | 峯岸悦子            |
| 2022.10.3  | 2023.3.31  | 中澤佳子   | 中澤佳子   | 山崎彩奈   | 峯岸悦子   | 峯岸悦子            |
| 2023.4.3   | 2025.3.28  | 山崎彩奈   | 中澤佳子   | 山崎彩奈   | 峯岸悦子   | 峯岸悦子            |
| 2025.3.31  | 現在       | 古畑あずみ | 中澤佳子   | 古畑あずみ | 峯岸悦子   | 峯岸悦子            |

## タイムテーブル
(2021年3月29日～ )
時刻は多少前後する場合あり。これ以外にも曜日別の曲特集、メッセージ紹介が随時入る。
- 09:05 オープニング
- 09:10 天気予報
- 09:15 アナタと話そう、ピッ・ポッ・パ!
- 09:35 今日は何の日?
- 09:40 (水曜) ずくだせ森林問答
- 09:45
  - （月曜）ずくだせサッカー魂
  - （火曜）私を森林（もり）に連れてって
  - (第1週、3週水曜) 気がつけば、きょうも黒姫
  - 月曜はアイテム、火曜はキャラクター、水曜は単語、木曜はレトロなもの、金曜は信州の地名。
- 10:00 ニュース・天気予報・交通情報
- 10:05 ジャパネットたかたラジオショッピング
- 10:13 ラジオカー・レポート①
- 10:20 
  - (月曜・第3週火曜・水曜・木曜・金曜) ずくだせおもしろ選手権
  - (第1週火曜) ずくのハピたね
  - (第2週火曜) ずく育 ケイコーと対策
  - (第4週火曜) 富井翔子のずくだせトレンド・ザッピング
  - この時間のクイズコーナーでは、参加条件がコーナーによって異なり、1度でも合格するかこれまでに全てのコーナーでグッズを獲得していると、以降は参加資格が消滅するコーナーもある。
- 10:30 純喫茶・坂橋克明[注 16] - もともとは『純喫茶・谷村新司』の直後に放送され、かつ2008年5月に本店から認められた支店1号店であった。本店閉店後、『氷川きよし節』にかわってからはコーナーは継続するが営業時間が変更された。
- 10:40 歌声喫茶　この続き歌ってクイズ![注 17][注 18]
- 10:50 氷川きよし 限界突破RADIO（文化放送制作）
- 11:00 ニュース
- 11:05 テレフォン人生相談（ニッポン放送制作）
- 11:40 暮らしの事件簿
- 11:50 いいJAん信州
- 12:00 ニュース・交通情報・天気予報
- 12:10 ずくショナリー [注 19]
- 12:20 ラジオカー・レポート②
  - （第2週 火曜）こんにちは お元気さん
  - （第1・第3週 水曜）やってよかった良かった!信州の快適外壁リフォーム
- 12:30
  - (第3週 月曜)プロに聞く、モノとココロの整理術
  - (水曜) 高沢貴子のキャリア・マナーエクササイズ
  - (第2週 木曜) 飯綱町りんごの里だより
  - (第3週 木曜) 着物、ちょっとたちばなし
  - (第4週 木曜) LETTER ～あなたへの手紙～
- 12:40  ラジオショッピング
- 12:45 （金曜）ずくだせ自動車部〜ずくで納得おCARい得!〜
- 12:55 エンディング